# آمار سوئد
آمار سوئد SCB (سوئدی: Statistiska centralbyrån) سازمان دولتی سوئد است که مسئول تولید آمارهای رسمی در رابطه با سوئد است. آمارهای ملی در سوئد به سال ۱۶۸۶ برمی گردد که به کلیسای سوئد دستور داده شد که سوابق جمعیتی را ثبت کنند. سَلَف اس.سی.بی. به‌نام Tabellverket ("دفتر جداول")، در سال ۱۷۴۹ راه اندازی شد و نام فعلی در سال ۱۸۵۸ به تصویب رسید.
تا تاریخ ۲۰۱۵، این سازمان حدود ۱۳۵۰ کارمند داشت. دفترت این سازمان در استکهلم و اربرو واقع است. این سازمان مجله آمار رسمی را منتشر می‌کند.